# سیارک ۴۶۶۵
سیارک ۴۶۶۵ (به انگلیسی: 4665 Muinonen، نامگذاری:1985TZ1) چهار هزار و ششصد و شصت و پنجمین سیارک کشف شده‌است که در ۱۵ اکتبر ۱۹۸۵ کشف شد.
قدر مطلق سیارک برابر ۱۲٫۴۰ است.